# Inondations de 2015 dans le sud de l'Inde
Les inondations dans le sud de l'Inde en 2015 ont lieu durant les mois de novembre et de décembre 2015 dans les États du Tamil Nadu et de l'Andhra Pradesh. Près de 500 personnes sont mortes à la suite de ces inondations qui ont fait près de 2 millions de déplacés.

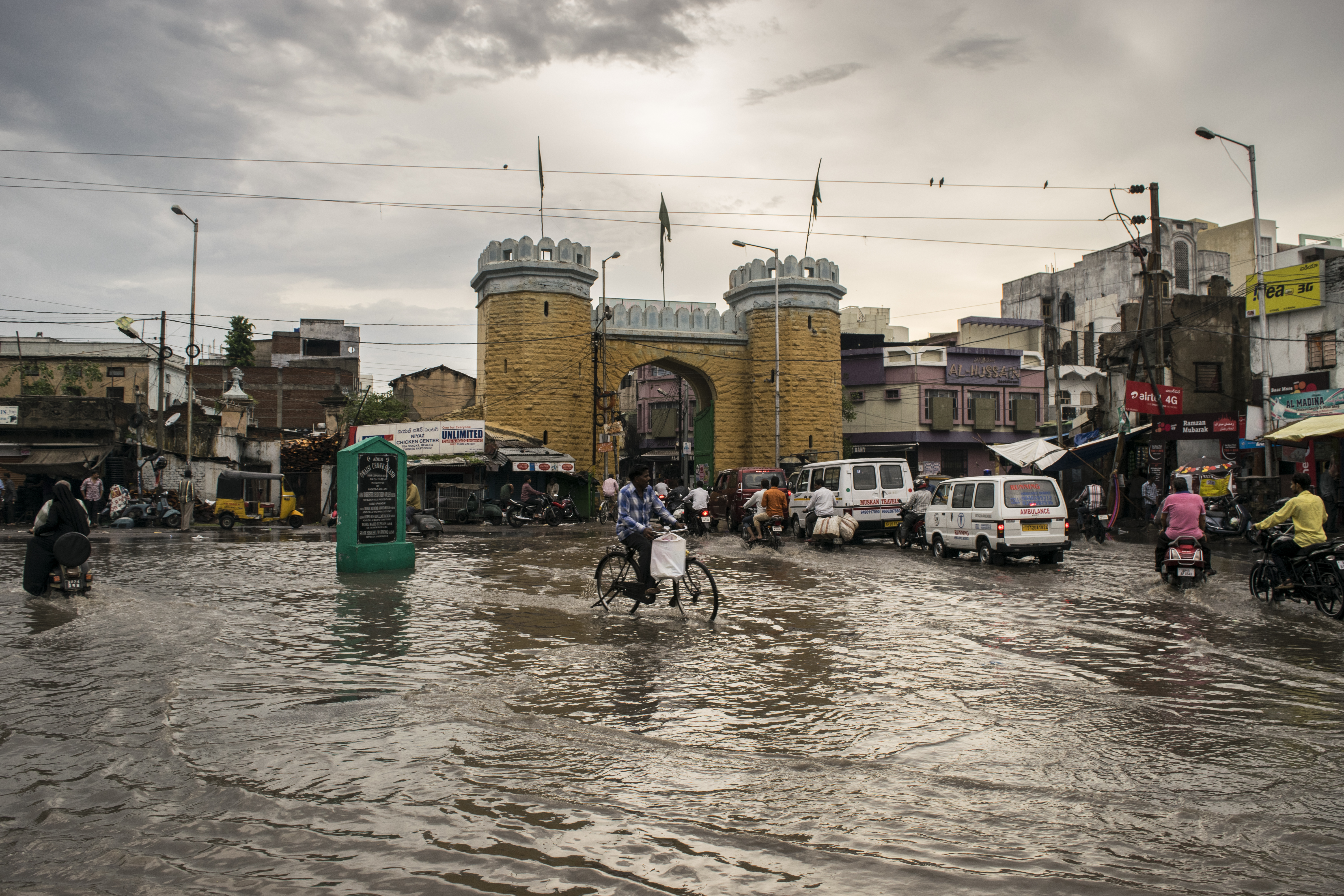
Inondation à Dabirpura (Telangana) en septembre 2015, saison normale de la mousson.